# Jakub Adamczewski
Jakub Adamczewski (według PSB – Jakób), krypt.: J. A., (ur. 1763 w Poznańskiem, zm. 20 czerwca 1812 w Warszawie) – polski dramatopisarz, redaktor i tłumacz melodramatów oraz włoskich i francuskich librett operowych – np. Nurzahad i Szeredin... (wystawiona w 1805 z muzyką Józefa Elsnera), Frozyna... (wydana w 1806, wystawiona w tym samym roku z muzyką Jana Stefaniego).

## Życiorys
W ostatnich latach niepodległości Polski był urzędnikiem. Pracował w kancelarii 2 kanclerzy wielkich koronnych, byli to kolejno: Andrzej Stanisław Młodziejowski, Antoni Onufry Okęcki i 1 podkanclerza koronnego (Maciej Garnysz). Później był zatrudniony w wydziale wojskowym (prawdopodobnie była to Komisja Wojskowa Obojga Narodów). W roku 1794 przystąpił do insurekcji kościuszkowskiej. W czasach Księstwa Warszawskiego powrócił do służby urzędnika. W roku 1807 został mianowany regentem kancelarii Komisji Rządzącej, w już w roku 1808 – Rady Stanu i Rady Ministrów. Pełnił wówczas również funkcję rządowego cenzora sztuk teatralnych (prawdopodobnie przed A. Glińskim). Był członkiem 2 lóż wolnomularskich: Świątynia Mądrości (1805) i Świątynia Izis (1811). Po 9-miesięcznej ciężkiej gruźlicy, zmarł w Warszawie 20 czerwca roku 1812.

## Twórczość
Po rozbiorach Polski zajął się pracami literackimi i redaktorskimi. Od 1799 współpracował z warszawskim Teatrem Narodowym, a w 1811 wszedł w skład Dyrekcji Rządowej Teatru Narodowego. Na potrzeby teatru tworzył swoje przekłady i przeróbki, jednocześnie pełniąc funkcję cenzora. W latach 1801–1805 współpracował z Franciszkiem Ksawerym Dmochowskim przy redagowaniu "Nowego Pamiętnika Warszawskiego". Współpracował także z seriami wydawniczymi Tadeusza Mostowskiego (lata 1802-1806) – jako korektor serii Wybór Pisarzów Polskich, z serią Wybór Podróży i jako tłumacz powieści wchodzących w skład serii Wybór Powieści Moralnych i Romansów. Dla tej ostatniej przetłumaczył, m.in. powieści François Pétis de la Croix (Tysiąc dni i jeden) i Félicité de Genlis (Dwie matki jednego dziecięcia czyli Matki rywalki, w 3 tomach). Dla Gazety Warszawskiej tłumaczył informacje z obcych dzienników.

### Ważniejsze dzieła
- Stary bezżeniec, czyli skutki bezżeństwa w starości. Komedia w 3 aktach z francuskiego, wyst. Warszawa 1799, (autorstwo według L.A. Dmuszewskiego)
- Abbé de l'Épée, czyli nauczyciel głuchych i niemych. Komedia historyczna w 5 aktach, wyst. Warszawa luty(?) 1802, wyd. Warszawa 1802 pt. L'Abbé de l'Épée – instytutor głuchych i niemych, (według J.N. Bouilly: L'Abbé de l'Épée)
- Dziwactwa fortuny, czyli młody filozof. Komedia w 5 aktach, wyst. Warszawa 1802, (autorstwo ustalił E. Szwankowski za Gazetą Warszawską; sztukę tę tłum. również K. Hebdowski – wyst. 12 maja 1805; według J.M. Loaisel de Tréogate: La Bizarrerie de la fortune)
- Tom Dżon w Londynie. Komedia w 5 aktach z francuskiego tłumaczona, wyst. Warszawa 20 listopada 1803, (autorstwo ustalił E. Szwankowski za Gazetą Warszawską; według P.J.B. Desforges: Tom Jones à Londres)
- Bankructwo partacza. Komedia w 1 akcie z francuskiego tłumaczona, wyst. Warszawa 22 października 1805; fragmenty ogł. Dykcjonarzyk teatralny, Poznań 1808, (autorstwo według L.A. Dmuszewskiego; według A.L.D. Martainville: La Banqueroute du savetier à propos de bottes; sztukę tę przerabiał również A. Żółkowski)
- Nurzahad i Szeredin, czyli człowiek nieśmiertelny. Melodrama w 3 aktach, po francusku napisana przez L.E. Caignez, przełożona na język polski przez J.A. 1805 w Warszawie, rękopis: Ossolineum sygn. 5122/I, wyst. Warszawa 8 grudnia 1805 z muzyką J. Elsnera i baletem Szlancowskiego; inny tytuł: Nurzahad, czyli nieśmiertelność i bogactwa, (tytuł oryginału: Nourjahad et Chérédin, ou l'immortalité à l'épreuve)
- Potajemne małżeństwo. Opera komiczna w 2 aktach, z włoskiego tłumaczona, z muzyką sławnego Cimarosa, wyst. Warszawa 27 grudnia 1805, (autorstwo według M. Karasowskiego)
- Frozyna, czyli siedem razy jedna. Komedioopera w 1 akcie J.B. Radata przerobiona na język polski i powiększona przez..., z muzyką p. Stefaniego, wyst. Warszawa 21 lutego 1806, wyd. Warszawa 1806, (tytuł oryginału: Phrosine, ou la dernière venue)
- Opera komiczna. Opera w 1 akcie z francuskiego p. Ségur tłumaczona, z muzyką Della-Maria, wyst. Warszawa 2 maja 1806; fragmenty ogł. Dykcjonarzyk teatralny, Poznań 1808 oraz Gazeta Warszawska 1806, nr 36 i Gazeta Korespondenta Warszawskiego 1806, nr 36, (autorstwo według M. Karasowskiego)
- Kochanek przebrany, czyli obrót garderobianki. Komedia w 1 akcie z francuskiego p. (N.) Gersin tłumaczona, wyst. Warszawa 27 grudnia 1806; autorstwo według Estreichera I (1872)
- Helena, księżna (księżniczka) Taraskony. Opera historyczna w 3 aktach z francuskiego tłumaczona, z muzyką Méhula, wyst. Warszawa 4 października 1807; fragmenty ogł. Dykcjonarzyk teatralny, Poznań 1808, (autorstwo według L.A. Dmuszewskiego; według J.N. Bouilly: Hélène)
- Ślepowron, czyli pojedynek po omacku. Komedia w 1 akcie z francuskiego tłumaczona, wyst. Warszawa 21 lutego 1808; autorstwo według Rocznika Teatru Narodowego Warszawskiego od 1 stycznia 1808 – do 1 stycznia 1809 (Warszawa 1809)
- Suknia balowa pana Gramont (de Grammont). Komedia w 1 akcie z francuskiego, wyst. Warszawa 11 marca 1808; autorstwo według Rocznika Teatru Narodowego Warszawskiego od 1 stycznia 1808 – do 1 stycznia 1809 (Warszawa 1809)
- Urojenie i rzeczywistość. Opera w 1 akcie z francuskiego tłumaczona, z muzyką J. Elsnera, wyst. Warszawa 22 kwietnia 1808; autorstwo według Rocznika Teatru Narodowego Warszawskiego od 1 stycznia 1808 – do 1 stycznia 1809 (Warszawa 1809)
- Papirius, czyli ciekawość dawnych kobiet. Operokomedia w 1 akcie z francuskiego przerobiona przez..., z muzyką J. Stefaniego, wyst. Warszawa 15 maja 1808, wyd. Warszawa 1808 i 1810; według sztuki N. Gersin; por. Estreicher I (1959), 24
- Achilles. Opera heroiczna we 2 aktach, z włoskiego tłumaczona, pierwszy raz w przytomności... Fryderyka Augusta, króla saskiego... na teatrze warszawskim przez artystów polskich śpiewana, 3 grudnia 1808. Przekładanie... Muzyka F. Päera, dekoracje J. Plerscha; wyd. (Warszawa 1808) 2 wyd., (Szwankowski podaje inną datę dzienną wystawienia: 6 grudnia 1808)
- Zmyślony Stanisław (Zmyślony Stanisław Leszczyński). Komedia w 3 aktach z francuskiego A.V. Pineux-Duval tłumaczona, wyst. Warszawa 1 stycznia 1811; autorstwo według Rocznika Teatru Narodowego Warszawskiego od 1 stycznia 1808 – do 1 stycznia 1809 (Warszawa 1809), tytuł oryginału: Le Faux Stanislas
- drobne utwory ogł. w czasopismach: Nowy Pamiętnik Warszawski (1801-1805) i Pamiętnik warszawski (1809).

### Przekłady
- L. La Fontaine: Dziennik zdrowia dla wszystkich stanów wydany przez..., t. 1-4, Warszawa 1801-1802; tłumacza wskazał Estreicher I (1959), 24
- A.F. Kotzebue: Najpamiętniejszy rok życia A. Kotzebue przez niego samego opisany, t. 1-2, Warszawa 1802; tłumacza wskazał Estreicher I (1959), 24
- F. Pétis de La Croix: Tysiąc dni i jeden. Powieści perskie (tłumaczone na język francuski) przez..., a na polski przez..., wyd. w: Wybór Powieści Moralnych i Romansów, t. 4-12, Warszawa 1804-1805 i wyd. osobne: t. 1-3, Warszawa 1805
- S.F. de Genlis: Matki rywalki, czyli dwie matki jednego dziecięcia, t. 1-3, Warszawa 1805, wyd. następne: Lublin 1819
- szereg drobniejszych przekładów ogł. ponadto w seriach T. Mostowskiego: Wybór Powieści Moralnych i Romansów, t. 1-20, Warszawa 1804-1805 i wyd. tytułowe Warszawa 1815 oraz Wybór Podróży Znakomitszych Naokoło Ziemi i w Różne jej Strony, czyli Geografia Historyczna, t. 1-12, Warszawa 1805-1806.